# Борис Акунин
Борис Акунин (на руски: Борѝс Аку̀нин) е литературният псевдоним на руския писател, преводач и литературовед от грузинско-еврейски произход Григорий Шалвович Чхартишвили (Григо̀рий Ша̀лвович Чхартишвѝли).

## Биография
Борис Акунин е роден на 20 май 1956 г. в Зестапони, Грузинска ССР, СССР. Завършва японска филология в Московския университет.
Работи като преводач от японски и английски, превежда произведения на Юкио Мишима, Кенджи Маруяма, Кобо Абе, Малкълм Бредбъри, Питър Устинов и други. Пише литературно-критически статии и монографията „Писателят и самоубийството“ (1999). Заместник главен редактор е на сп. „Иностранная литература“ (до 2000 г.), главен редактор на 20-томната „Антология на японската литература“, председател на управителния съвет на мегапроекта „Пушкинска библиотека“.
През 1998 г. започва да публикува историко-криминалните си повести от серията за приключенията на Ераст Фандорин. Следват поредиците „Приключенията на сестра Пелагия“ и „Приключенията на магистъра“. Критиката нарича произведенията му „масова литература за интелектуалци“ и „интелектуални бестселъри“. Наред със занимателния сюжет книгите на Акунин радват почитателите си със стил, заимстван от класиците на руската литература от XIX век, с алюзии и цитати от класически произведения на световната литература, в това число и криминалната.
През 2000 г. Акунин е обявен за писател на годината в Русия; получава наградата „Антибукър“ за романа си „Коронация“. Номиниран е за местния „Букър“ през 2000 г. и за наградата на Асоциацията на британските писатели на криминални романи „Златни и сребърни ками“ през 2003 г. за „Азазел“. Тиражите на книгите му в Русия надхвърлят 10 милиона екземпляра. Произведенията му са преведени на български, английски, немски, френски, италиански, японски и други езици.
По творбите на Акунин са създадени филмите „Азазел“, „Турски гамбит“ (чието действие се развива в България през Руско-турската война от 1877 – 1878 г.) и „Статски съветник“.
Женен е. Първата му съпруга е японка, с която живее няколко години. Втората му съпруга Ерика Ернестовна (Эрика Эрнестовна) е коректорка и преводачка. От 2014 г. живее във Франция (регион Бретан), Великобритания и Испания, където има недвижимости.
На 18 декември 2023 г. правителство на Владимир Путин публично поставя Акунин в руски списък на терористи и екстремисти заради опозицията му към войната в Украйна. В профила си във Фейсбук Акунин коментира това действие: „Хм. Терористите ме обявиха за терорист. Впрочем отдавна не се учудвам на новините от Руската федерация.“

## Произведения

### „Приключенията на Ераст Фандорин“
1. Азазель (1998)
„Азазел“, изд.: „Еднорог“, София (2002), прев. Владимир Венцелов
2. Турецкий гамбит (1998)
„Турски гамбит“, изд.: „Еднорог“, София (2003), прев. Владимир Венцелов
3. Левиафан (1998)
„Левиатан“, изд.: „Еднорог“, София (2003), прев. Татяна Балова
4. Смерть Ахиллеса (1998)
„Смъртта на Ахил“, изд.: „Еднорог“, София (2003), прев. София Бранц
5. Пиковый валет (1999)
„Вале пика: Спец. поръчения – 1“, изд.: „Еднорог“, София (2003), прев. Татяна Балова
6. Декоратор (1999)
„Декоратор: Спец. поръчения – 2“, изд.: „Еднорог“, София (2003), прев. София Бранц
7. Статский советник (1999)
„Статски съветник“, изд.: „Еднорог“, София (2003), прев. София Бранц
8. Коронация, или Последний из Романов (2000)
„Коронация“, изд.: „Еднорог“, София (2004), прев. София Бранц
9. Любовница смерти (2001)
„Любовница на смъртта“, изд.: „Еднорог“, София (2004), прев. Владимир Венцелов
10. Любовник смерти (2001)
„Любовник на смъртта“, изд.: „Еднорог“, София (2005), прев. София Бранц
11. Алмазная колесница (2003)
„Диамантената колесница“, изд.: „Еднорог“, София (2006), прев. Владимир Райчев
12. Нефритовые чётки (2006)
„Нефритената броеница: приключенията на Ераст Фандорин през XIX век“, изд.: „Еднорог“, София (2009), прев. София Бранц
13. Весь мир театр (2009)
„Целият свят е театър“, изд.: „Еднорог“, София (2011), прев. Денис Коробко
14. Чёрный город (2012)
„Черният град“, изд.: „Еднорог“, София (2013), прев. Денис Коробко
15. Планета Вода (2015) – сборник с три повести
„Планета Вода“,

### „Приключенията на сестра Пелагия“
1. Пелагия и белый бульдог (2000)
„Пелагия и белият булдог“, изд.: „Еднорог“, София (2005), прев. София Бранц
2. Пелагия и черный монах (2001)
„Пелагия и черният монах“, изд.: „Еднорог“, София (2006), прев. София Бранц
3. Пелагия и красный петух (2003)
„Пелагия и червеният петел“, изд.: „Еднорог“, София (2007), прев. София Бранц

### „Приключенията на Магистъра“
- Алтын-толобас (2000)
„Алтън-толобас“, изд.: „Еднорог“, София (2004), прев. Татяна Балова
- Внеклассное чтение (2002)
„Извънкласно четене“, изд.: „Еднорог“, София (2006), прев. Татяна Балова
- Ф.М. (2006)
„Ф.М.“, изд.: „Еднорог“, София (2007), прев. София Бранц
- Сокол и Ласточка (2009)
„Сокол и лястовица“, изд.: „Еднорог“, София (2010), прев. Денис Коробко

### „Смърт на брудершафт“
Поредицата представя приключенията на руски и немски шпиони по време на Първата световна война – руския студент и войник Алексей Романов и немския супершпионин Йозеф фон Теофелс. Тя се състои от десет романа, всеки един от тях издържан в духа на различен кинематографичен жанр – комедия, трагедия, мелодрама, екшън, мистерия. Романите са илюстрирани с множество „стоп-кадри“, които носят съществена част от посланието на произведението.
- Първа книга (2007): „Младенецът и дяволът“ (Младенец и чёрт) / „Мъката на разбитото сърце“, (Мука разбитого сердца)
- Втора книга (2008): „Летящият слон“ (Летающий слон) / „Децата на Луната“, (Дети Луны)
- Трета книга (2009): „Странен човек“ (Странный человек) / „Победен гръм да се раздава“, (Гром победы, раздавайся!)
- Четвърта книга (2010): „„Мария“, Мария...“ („Мария“, Мария...) / „Нищо не е свещено“, (Ничего святого)
- Пета книга (2011): „Операция „Транзит““ (Операция „Транзит“) / „Батальон от ангели“, (Батальон ангелов)

### „Жанрове“
- „Фантастика“
- „Шпионинът“
- Детская книга
„Проклятието на рода фон Дорн“, изд.: „Еднорог“, София (2008), прев. София Бранц
- Квест
„Куест“, изд.: „Еднорог“, София (2011), прев. Денис Коробко

### Пиеси
- „Чайка“
- „Ераст Фандорин“
- „Трагедия/Комедия“
- „Ин и Ян“ – експериментална пиеса към серията „Приключенията на Ераст Фандорин“
- „Две комети в беззвездното небе“

### Произведения на „Анатолий Брусникин“
- Девятный спас (2007)
- Герой иного времени (2010)
- Беллона (2012)

### Произведения на „Анна Борисова“
- Там... (2007)
- Креативщик (2009)
- Vremena goda (2011)

### Други произведения
- „Приказки за идиоти“
- Кладбищеские истории
„Гробищни истории“, изд.: „Еднорог“, София (2008), прев. София Бранц
- „Писателят и самоубийството“